# Lista över fornlämningar i Köpings kommun (Kolsva)
Lista över fornlämningar i Köpings kommun (Kolsva) är en förteckning av ett urval av de fornlämningar som finns i Kolsva i Köpings kommun.
| Namn                         | Lämningstyp             | Tillkomsttid | Historisk indelning | Plats | Läge                 | ID-nr          | Bild                                 |
| ---------------------------- | ----------------------- | ------------ | ------------------- | ----- | -------------------- | -------------- | ------------------------------------ |
| Kolsva 1:1                   | Gravfält                |              | Kolsva, Västmanland |       | 59.469387, 15.899254 | 10229600010001 | Ladda upp en bild av detta fornminne |
| Kolsva 2:1                   | Gravfält                |              | Kolsva, Västmanland |       | 59.513125, 15.908224 | 10229600020001 | Ladda upp en bild av detta fornminne |
| Kolsva 3:1                   | Gravfält                |              | Kolsva, Västmanland |       | 59.514830, 15.908963 | 10229600030001 | Ladda upp en bild av detta fornminne |
| Kolsva 3:2                   | Hällristning            |              | Kolsva, Västmanland |       | 59.515257, 15.909200 | 10229600030002 | Ladda upp en bild av detta fornminne |
| Kolsva 3:3                   | Hällristning            |              | Kolsva, Västmanland |       | 59.514712, 15.909779 | 10229600030003 | Ladda upp en bild av detta fornminne |
| Kolsva 4:1                   | Gravfält                |              | Kolsva, Västmanland |       | 59.508827, 15.911242 | 10229600040001 | Ladda upp en bild av detta fornminne |
| Kolsva 6:1                   | Gravfält                |              | Kolsva, Västmanland |       | 59.506677, 15.913176 | 10229600060001 | Ladda upp en bild av detta fornminne |
| Kolsva 6:2                   | Hällristning            |              | Kolsva, Västmanland |       | 59.506632, 15.913283 | 10229600060002 | Ladda upp en bild av detta fornminne |
| Kolsva 8:1                   | Stensättning            |              | Kolsva, Västmanland |       | 59.504351, 15.915882 | 10229600080001 | Ladda upp en bild av detta fornminne |
| Kolsva 8:2                   | Stensättning            |              | Kolsva, Västmanland |       | 59.504047, 15.915681 | 10229600080002 | Ladda upp en bild av detta fornminne |
| Kolsva 8:3                   | Stensättning            |              | Kolsva, Västmanland |       | 59.504206, 15.915895 | 10229600080003 | Ladda upp en bild av detta fornminne |
| Kolsva 9:1                   | Gravfält                |              | Kolsva, Västmanland |       | 59.504051, 15.913131 | 10229600090001 | Ladda upp en bild av detta fornminne |
| Kolsva 10:1                  | Stensättning            |              | Kolsva, Västmanland |       | 59.500923, 15.921726 | 10229600100001 | Ladda upp en bild av detta fornminne |
| Kolsva 12:1                  | Gravfält                |              | Kolsva, Västmanland |       | 59.481673, 15.926126 | 10229600120001 | Ladda upp en bild av detta fornminne |
| Kolsva 13:1                  | Stensättning            |              | Kolsva, Västmanland |       | 59.481710, 15.927076 | 10229600130001 | Ladda upp en bild av detta fornminne |
| Kolsva 15:1                  | Stensättning            |              | Kolsva, Västmanland |       | 59.480492, 15.929619 | 10229600150001 | Ladda upp en bild av detta fornminne |
| Kolsva 18:1                  | Stensättning            |              | Kolsva, Västmanland |       | 59.480177, 15.929126 | 10229600180001 | Ladda upp en bild av detta fornminne |
| Kolsva 19:1                  | Röse                    |              | Kolsva, Västmanland |       | 59.489652, 15.924797 | 10229600190001 | Ladda upp en bild av detta fornminne |
| Kolsva 21:1                  | Gravfält                |              | Kolsva, Västmanland |       | 59.511230, 15.904433 | 10229600210001 | Ladda upp en bild av detta fornminne |
| Kolsva 22:1                  | Stensättning            |              | Kolsva, Västmanland |       | 59.477988, 15.926928 | 10229600220001 | Ladda upp en bild av detta fornminne |
| Kolsva 23:1                  | Gravfält                |              | Kolsva, Västmanland |       | 59.512259, 15.909001 | 10229600230001 | Ladda upp en bild av detta fornminne |
| Kolsva 23:3                  | Hällristning            |              | Kolsva, Västmanland |       | 59.511550, 15.908454 | 10229600230003 | Ladda upp en bild av detta fornminne |
| Kolsva 25:1                  | Gravfält                |              | Kolsva, Västmanland |       | 59.508236, 15.895402 | 10229600250001 | Ladda upp en bild av detta fornminne |
| Kolsva 26:1                  | Gravfält                |              | Kolsva, Västmanland |       | 59.510053, 15.891148 | 10229600260001 | Ladda upp en bild av detta fornminne |
| Kolsva 27:1                  | Gravfält                |              | Kolsva, Västmanland |       | 59.510725, 15.891600 | 10229600270001 | Ladda upp en bild av detta fornminne |
| Kolsva 28:1                  | Gravfält                |              | Kolsva, Västmanland |       | 59.543051, 15.883363 | 10229600280001 | Ladda upp en bild av detta fornminne |
| Kolsva 30:1                  | Stensättning            |              | Kolsva, Västmanland |       | 59.544159, 15.883266 | 10229600300001 | Ladda upp en bild av detta fornminne |
| Kolsva 30:2                  | Stensättning            |              | Kolsva, Västmanland |       | 59.544152, 15.882965 | 10229600300002 | Ladda upp en bild av detta fornminne |
| Kolsva 30:3                  | Stensättning            |              | Kolsva, Västmanland |       | 59.544026, 15.883139 | 10229600300003 | Ladda upp en bild av detta fornminne |
| Kolsva 31:1                  | Hög                     |              | Kolsva, Västmanland |       | 59.546647, 15.881632 | 10229600310001 | Ladda upp en bild av detta fornminne |
| Kolsva 31:2                  | Hög                     |              | Kolsva, Västmanland |       | 59.546459, 15.881556 | 10229600310002 | Ladda upp en bild av detta fornminne |
| Kolsva 32:1                  | Gravfält                |              | Kolsva, Västmanland |       | 59.547605, 15.880170 | 10229600320001 | Ladda upp en bild av detta fornminne |
| Kolsva 33:1                  | Stensättning            |              | Kolsva, Västmanland |       | 59.547422, 15.881174 | 10229600330001 | Ladda upp en bild av detta fornminne |
| Kolsva 34:1                  | Gravfält                |              | Kolsva, Västmanland |       | 59.542752, 15.880230 | 10229600340001 | Ladda upp en bild av detta fornminne |
| Kolsva 35:1                  | Gravfält                |              | Kolsva, Västmanland |       | 59.558235, 15.888310 | 10229600350001 | Ladda upp en bild av detta fornminne |
| Kolsva 35:2                  | Hällristning            |              | Kolsva, Västmanland |       | 59.558318, 15.888106 | 10229600350002 | Ladda upp en bild av detta fornminne |
| Kolsva 35:3                  | Hällristning            |              | Kolsva, Västmanland |       | 59.558286, 15.888309 | 10229600350003 | Ladda upp en bild av detta fornminne |
| Kolsva 35:4                  | Hällristning            |              | Kolsva, Västmanland |       | 59.558137, 15.888373 | 10229600350004 | Ladda upp en bild av detta fornminne |
| Kolsva 35:5                  | Hällristning            |              | Kolsva, Västmanland |       | 59.557933, 15.888702 | 10229600350005 | Ladda upp en bild av detta fornminne |
| Kolsva 35:6                  | Hällristning            |              | Kolsva, Västmanland |       | 59.558043, 15.888821 | 10229600350006 | Ladda upp en bild av detta fornminne |
| Kolsva 35:7                  | Hällristning            |              | Kolsva, Västmanland |       | 59.557936, 15.888890 | 10229600350007 | Ladda upp en bild av detta fornminne |
| 4) Berga vad (Kolsva 36:1)   | Gravfält                |              | Kolsva, Västmanland |       | 59.557275, 15.890879 | 10229600360001 | Ladda upp en bild av detta fornminne |
| 4) Berga vad (Kolsva 36:2)   | Stensättning            |              | Kolsva, Västmanland |       | 59.557786, 15.890452 | 10229600360002 | Ladda upp en bild av detta fornminne |
| 4) Berga vad (Kolsva 36:3)   | Stensättning            |              | Kolsva, Västmanland |       | 59.557988, 15.890117 | 10229600360003 | Ladda upp en bild av detta fornminne |
| Kolsva 37:1                  | Hällristning            |              | Kolsva, Västmanland |       | 59.557789, 15.890105 | 10229600370001 | Ladda upp en bild av detta fornminne |
| Kolsva 37:2                  | Hällristning            |              | Kolsva, Västmanland |       | 59.557701, 15.890124 | 10229600370002 | Ladda upp en bild av detta fornminne |
| Kolsva 37:3                  | Hällristning            |              | Kolsva, Västmanland |       | 59.557661, 15.889973 | 10229600370003 | Ladda upp en bild av detta fornminne |
| Kolsva 38:1                  | Hög                     |              | Kolsva, Västmanland |       | 59.559650, 15.886192 | 10229600380001 | Ladda upp en bild av detta fornminne |
| Kolsva 38:2                  | Hög                     |              | Kolsva, Västmanland |       | 59.559793, 15.885984 | 10229600380002 | Ladda upp en bild av detta fornminne |
| Kolsva 39:1                  | Hög                     |              | Kolsva, Västmanland |       | 59.560077, 15.885082 | 10229600390001 | Ladda upp en bild av detta fornminne |
| Kolsva 39:2                  | Stensättning            |              | Kolsva, Västmanland |       | 59.559992, 15.885416 | 10229600390002 | Ladda upp en bild av detta fornminne |
| Kolsva 40:1                  | Stensättning            |              | Kolsva, Västmanland |       | 59.535789, 15.881339 | 10229600400001 | Ladda upp en bild av detta fornminne |
| Kolsva 41:1                  | Hällristning            |              | Kolsva, Västmanland |       | 59.533904, 15.884243 | 10229600410001 | Ladda upp en bild av detta fornminne |
| Kolsva 42:1                  | Hällristning            |              | Kolsva, Västmanland |       | 59.533786, 15.881660 | 10229600420001 | Ladda upp en bild av detta fornminne |
| Kolsva 43:1                  | Gravfält                |              | Kolsva, Västmanland |       | 59.532877, 15.880749 | 10229600430001 | Ladda upp en bild av detta fornminne |
| Kolsva 44:1                  | Hällristning            |              | Kolsva, Västmanland |       | 59.531633, 15.881482 | 10229600440001 | Ladda upp en bild av detta fornminne |
| Kolsva 44:2                  | Hällristning            |              | Kolsva, Västmanland |       | 59.531485, 15.880859 | 10229600440002 | Ladda upp en bild av detta fornminne |
| Kolsva 44:3                  | Hällristning            |              | Kolsva, Västmanland |       | 59.531633, 15.881482 | 10229600440003 | Ladda upp en bild av detta fornminne |
| Kolsva 44:4                  | Stensättning            |              | Kolsva, Västmanland |       | 59.531735, 15.881037 | 10229600440004 | Ladda upp en bild av detta fornminne |
| Kolsva 44:5                  | Hällristning            |              | Kolsva, Västmanland |       | 59.531855, 15.881876 | 10229600440005 | Ladda upp en bild av detta fornminne |
| Kolsva 45:1                  | Gravfält                |              | Kolsva, Västmanland |       | 59.531171, 15.879598 | 10229600450001 | Ladda upp en bild av detta fornminne |
| Kolsva 45:2                  | Hällristning            |              | Kolsva, Västmanland |       | 59.531273, 15.879741 | 10229600450002 | Ladda upp en bild av detta fornminne |
| Kolsva 46:1                  | Hällristning            |              | Kolsva, Västmanland |       | 59.530208, 15.882577 | 10229600460001 | Ladda upp en bild av detta fornminne |
| Kolsva 47:1                  | Gravfält                |              | Kolsva, Västmanland |       | 59.529550, 15.882036 | 10229600470001 | Ladda upp en bild av detta fornminne |
| Kolsva 47:2                  | Hällristning            |              | Kolsva, Västmanland |       | 59.529812, 15.882611 | 10229600470002 | Ladda upp en bild av detta fornminne |
| Kolsva 47:3                  | Hällristning            |              | Kolsva, Västmanland |       | 59.529812, 15.882611 | 10229600470003 | Ladda upp en bild av detta fornminne |
| Kolsva 48:1                  | Stensättning            |              | Kolsva, Västmanland |       | 59.529154, 15.882463 | 10229600480001 | Ladda upp en bild av detta fornminne |
| Kolsva 48:2                  | Stensättning            |              | Kolsva, Västmanland |       | 59.528759, 15.882626 | 10229600480002 | Ladda upp en bild av detta fornminne |
| Kolsva 48:3                  | Hällristning            |              | Kolsva, Västmanland |       | 59.528652, 15.882735 | 10229600480003 | Ladda upp en bild av detta fornminne |
| Kolsva 48:4                  | Hällristning            |              | Kolsva, Västmanland |       | 59.529103, 15.882831 | 10229600480004 | Ladda upp en bild av detta fornminne |
| Kolsva 48:5                  | Hällristning            |              | Kolsva, Västmanland |       | 59.529445, 15.882628 | 10229600480005 | Ladda upp en bild av detta fornminne |
| Kolsva 49:1                  | Hällristning            |              | Kolsva, Västmanland |       | 59.528633, 15.881830 | 10229600490001 | Ladda upp en bild av detta fornminne |
| Kolsva 49:2                  | Hällristning            |              | Kolsva, Västmanland |       | 59.528570, 15.881864 | 10229600490002 | Ladda upp en bild av detta fornminne |
| Kolsva 49:3                  | Hällristning            |              | Kolsva, Västmanland |       | 59.528823, 15.881658 | 10229600490003 | Ladda upp en bild av detta fornminne |
| Kolsva 49:4                  | Hällristning            |              | Kolsva, Västmanland |       | 59.528265, 15.881909 | 10229600490004 | Ladda upp en bild av detta fornminne |
| Kolsva 49:5                  | Hällristning            |              | Kolsva, Västmanland |       | 59.528263, 15.882262 | 10229600490005 | Ladda upp en bild av detta fornminne |
| Kolsva 50:1                  | Hällristning            |              | Kolsva, Västmanland |       | 59.529408, 15.878616 | 10229600500001 | Ladda upp en bild av detta fornminne |
| Kolsva 50:2                  | Hällristning            |              | Kolsva, Västmanland |       | 59.529373, 15.878456 | 10229600500002 | Ladda upp en bild av detta fornminne |
| Kolsva 51:1                  | Hög                     |              | Kolsva, Västmanland |       | 59.556466, 15.894508 | 10229600510001 | Ladda upp en bild av detta fornminne |
| Kolsva 51:2                  | Stensättning            |              | Kolsva, Västmanland |       | 59.556394, 15.894246 | 10229600510002 | Ladda upp en bild av detta fornminne |
| Kolsva 52:1                  | Hög                     |              | Kolsva, Västmanland |       | 59.556721, 15.892869 | 10229600520001 | Ladda upp en bild av detta fornminne |
| Kolsva 52:2                  | Stensättning            |              | Kolsva, Västmanland |       | 59.556832, 15.892809 | 10229600520002 | Ladda upp en bild av detta fornminne |
| Kolsva 52:3                  | Stensättning            |              | Kolsva, Västmanland |       | 59.556943, 15.892854 | 10229600520003 | Ladda upp en bild av detta fornminne |
| Kolsva 52:4                  | Stensättning            |              | Kolsva, Västmanland |       | 59.556947, 15.893049 | 10229600520004 | Ladda upp en bild av detta fornminne |
| Kolsva 53:1                  | Hög                     |              | Kolsva, Västmanland |       | 59.569704, 15.881306 | 10229600530001 | Ladda upp en bild av detta fornminne |
| Kolsva 53:2                  | Hög                     |              | Kolsva, Västmanland |       | 59.569742, 15.881528 | 10229600530002 | Ladda upp en bild av detta fornminne |
| Kolsva 53:3                  | Stensättning            |              | Kolsva, Västmanland |       | 59.570054, 15.881448 | 10229600530003 | Ladda upp en bild av detta fornminne |
| Kolsva 54:1                  | Gravfält                |              | Kolsva, Västmanland |       | 59.568743, 15.882125 | 10229600540001 | Ladda upp en bild av detta fornminne |
| Kolsva 56:1                  | Stensättning            |              | Kolsva, Västmanland |       | 59.564545, 15.884917 | 10229600560001 | Ladda upp en bild av detta fornminne |
| Kolsva 58:1                  | Gravfält                |              | Kolsva, Västmanland |       | 59.567535, 15.876484 | 10229600580001 | Ladda upp en bild av detta fornminne |
| Kolsva 61:1                  | Gravfält                |              | Kolsva, Västmanland |       | 59.563855, 15.888721 | 10229600610001 | Ladda upp en bild av detta fornminne |
| Ringmossberget (Kolsva 63:1) | Fornborg                |              | Kolsva, Västmanland |       | 59.607576, 15.851302 | 10229600630001 | Ladda upp en bild av detta fornminne |
| Kolsva 72:1                  | Hällristning            |              | Kolsva, Västmanland |       | 59.530468, 15.905870 | 10229600720001 | Ladda upp en bild av detta fornminne |
| Kolsva 72:2                  | Grav- och boplatsområde |              | Kolsva, Västmanland |       | 59.531079, 15.905496 | 10229600720002 | Ladda upp en bild av detta fornminne |
| Kolsva 73:1                  | Gravfält                |              | Kolsva, Västmanland |       | 59.532210, 15.905604 | 10229600730001 | Ladda upp en bild av detta fornminne |
| Kolsva 73:2                  | Hällristning            |              | Kolsva, Västmanland |       | 59.532299, 15.905176 | 10229600730002 | Ladda upp en bild av detta fornminne |
| Kolsva 74:1                  | Hög                     |              | Kolsva, Västmanland |       | 59.532359, 15.904272 | 10229600740001 | Ladda upp en bild av detta fornminne |
| Kolsva 74:2                  | Hög                     |              | Kolsva, Västmanland |       | 59.532292, 15.904040 | 10229600740002 | Ladda upp en bild av detta fornminne |
| Kolsva 81:1                  | Stensättning            |              | Kolsva, Västmanland |       | 59.530896, 15.907909 | 10229600810001 | Ladda upp en bild av detta fornminne |
| Kolsva 92:1                  | Stensättning            |              | Kolsva, Västmanland |       | 59.555454, 15.901729 | 10229600920001 | Ladda upp en bild av detta fornminne |
| Kolsva 92:3                  | Stensättning            |              | Kolsva, Västmanland |       | 59.555663, 15.901534 | 10229600920003 | Ladda upp en bild av detta fornminne |
| Kolsva 94:1                  | Stensättning            |              | Kolsva, Västmanland |       | 59.542792, 15.911397 | 10229600940001 | Ladda upp en bild av detta fornminne |
| Kolsva 97:1                  | Stensättning            |              | Kolsva, Västmanland |       | 59.558756, 15.939991 | 10229600970001 | Ladda upp en bild av detta fornminne |
| Kolsva 97:2                  | Stensättning            |              | Kolsva, Västmanland |       | 59.558613, 15.939959 | 10229600970002 | Ladda upp en bild av detta fornminne |
| Kolsva 97:3                  | Stensättning            |              | Kolsva, Västmanland |       | 59.558875, 15.940038 | 10229600970003 | Ladda upp en bild av detta fornminne |
| Kolsva 98:1                  | Hällristning            |              | Kolsva, Västmanland |       | 59.531753, 15.902951 | 10229600980001 | Ladda upp en bild av detta fornminne |
| Kolsva 102:1                 | Gravfält                |              | Kolsva, Västmanland |       | 59.536947, 15.949778 | 10229601020001 | Ladda upp en bild av detta fornminne |
| Kolsva 103:1                 | Gravfält                |              | Kolsva, Västmanland |       | 59.543995, 15.910508 | 10229601030001 | Ladda upp en bild av detta fornminne |
| Kolsva 104:1                 | Gravfält                |              | Kolsva, Västmanland |       | 59.551260, 15.911582 | 10229601040001 | Ladda upp en bild av detta fornminne |
| Kolsva 105:1                 | Gravfält                |              | Kolsva, Västmanland |       | 59.550265, 15.913243 | 10229601050001 | Ladda upp en bild av detta fornminne |
| Kolsva 106:1                 | Gravfält                |              | Kolsva, Västmanland |       | 59.550800, 15.916124 | 10229601060001 | Ladda upp en bild av detta fornminne |
| Kolsva 109:1                 | Stensättning            |              | Kolsva, Västmanland |       | 59.554344, 15.900560 | 10229601090001 | Ladda upp en bild av detta fornminne |
| Kolsva 109:2                 | Stensättning            |              | Kolsva, Västmanland |       | 59.554350, 15.900359 | 10229601090002 | Ladda upp en bild av detta fornminne |
| Kolsva 109:3                 | Hällristning            |              | Kolsva, Västmanland |       | 59.554061, 15.900394 | 10229601090003 | Ladda upp en bild av detta fornminne |
| Kolsva 110:1                 | Gravfält                |              | Kolsva, Västmanland |       | 59.555856, 15.905460 | 10229601100001 | Ladda upp en bild av detta fornminne |
| Kolsva 111:1                 | Grav- och boplatsområde |              | Kolsva, Västmanland |       | 59.551333, 15.908486 | 10229601110001 | Ladda upp en bild av detta fornminne |
| Kolsva 112:1                 | Grav- och boplatsområde |              | Kolsva, Västmanland |       | 59.556511, 15.910690 | 10229601120001 | Ladda upp en bild av detta fornminne |
| Kolsva 113:3                 | Hällristning            |              | Kolsva, Västmanland |       | 59.557199, 15.911351 | 10229601130003 | Ladda upp en bild av detta fornminne |
| Kolsva 114:1                 | Röse                    |              | Kolsva, Västmanland |       | 59.557264, 15.910082 | 10229601140001 | Ladda upp en bild av detta fornminne |
| Kolsva 116:1                 | Stensättning            |              | Kolsva, Västmanland |       | 59.556982, 15.906175 | 10229601160001 | Ladda upp en bild av detta fornminne |
| Kolsva 118:1                 | Grav- och boplatsområde |              | Kolsva, Västmanland |       | 59.558022, 15.912341 | 10229601180001 | Ladda upp en bild av detta fornminne |
| Kolsva 118:2                 | Grav- och boplatsområde |              | Kolsva, Västmanland |       | 59.557267, 15.913077 | 10229601180002 | Ladda upp en bild av detta fornminne |
| Kolsva 118:4                 | Hällristning            |              | Kolsva, Västmanland |       | 59.557240, 15.912811 | 10229601180004 | Ladda upp en bild av detta fornminne |
| Kolsva 122:1                 | Hög                     |              | Kolsva, Västmanland |       | 59.559798, 15.947955 | 10229601220001 | Ladda upp en bild av detta fornminne |
| Kolsva 126:1                 | Stensättning            |              | Kolsva, Västmanland |       | 59.557849, 15.940122 | 10229601260001 | Ladda upp en bild av detta fornminne |
| Kolsva 127:1                 | Stensättning            |              | Kolsva, Västmanland |       | 59.554864, 15.939198 | 10229601270001 | Ladda upp en bild av detta fornminne |
| Kolsva 129:1                 | Grav- och boplatsområde |              | Kolsva, Västmanland |       | 59.548760, 15.948641 | 10229601290001 | Ladda upp en bild av detta fornminne |
| Kolsva 129:2                 | Stensättning            |              | Kolsva, Västmanland |       | 59.549011, 15.947482 | 10229601290002 | Ladda upp en bild av detta fornminne |
| Kolsva 129:3                 | Stensättning            |              | Kolsva, Västmanland |       | 59.549052, 15.947676 | 10229601290003 | Ladda upp en bild av detta fornminne |
| Kolsva 130:1                 | Gravfält                |              | Kolsva, Västmanland |       | 59.547689, 15.943954 | 10229601300001 | Ladda upp en bild av detta fornminne |
| Kolsva 130:2                 | Stensättning            |              | Kolsva, Västmanland |       | 59.547902, 15.942519 | 10229601300002 | Ladda upp en bild av detta fornminne |
| Kolsva 132:1                 | Grav- och boplatsområde |              | Kolsva, Västmanland |       | 59.546668, 15.944487 | 10229601320001 | Ladda upp en bild av detta fornminne |
| Kolsva 133:1                 | Gravfält                |              | Kolsva, Västmanland |       | 59.545826, 15.944256 | 10229601330001 | Ladda upp en bild av detta fornminne |
| Kolsva 136:1                 | Grav- och boplatsområde |              | Kolsva, Västmanland |       | 59.551542, 15.933834 | 10229601360001 | Ladda upp en bild av detta fornminne |
| Kolsva 137:4                 | Röse                    |              | Kolsva, Västmanland |       | 59.551933, 15.932036 | 10229601370004 | Ladda upp en bild av detta fornminne |
| Kolsva 138:1                 | Röse                    |              | Kolsva, Västmanland |       | 59.552265, 15.930871 | 10229601380001 | Ladda upp en bild av detta fornminne |
| Kolsva 138:2                 | Stensättning            |              | Kolsva, Västmanland |       | 59.552252, 15.931267 | 10229601380002 | Ladda upp en bild av detta fornminne |
| Kolsva 139:1                 | Grav- och boplatsområde |              | Kolsva, Västmanland |       | 59.551405, 15.931032 | 10229601390001 | Ladda upp en bild av detta fornminne |
| Kolsva 140:2                 | Stensättning            |              | Kolsva, Västmanland |       | 59.554550, 15.931473 | 10229601400002 | Ladda upp en bild av detta fornminne |
| Kolsva 141:1                 | Gravfält                |              | Kolsva, Västmanland |       | 59.552026, 15.907459 | 10229601410001 | Ladda upp en bild av detta fornminne |
| Kolsva 141:2                 | Stensättning            |              | Kolsva, Västmanland |       | 59.552214, 15.906344 | 10229601410002 | Ladda upp en bild av detta fornminne |
| Kolsva 141:3                 | Stensättning            |              | Kolsva, Västmanland |       | 59.552291, 15.905994 | 10229601410003 | Ladda upp en bild av detta fornminne |
| Kolsva 145:1                 | Stensättning            |              | Kolsva, Västmanland |       | 59.543934, 15.938159 | 10229601450001 | Ladda upp en bild av detta fornminne |
| Kolsva 145:2                 | Stensättning            |              | Kolsva, Västmanland |       | 59.544009, 15.937950 | 10229601450002 | Ladda upp en bild av detta fornminne |
| Kolsva 146:1                 | Grav- och boplatsområde |              | Kolsva, Västmanland |       | 59.533303, 15.944607 | 10229601460001 | Ladda upp en bild av detta fornminne |
| Kolsva 147:1                 | Stensättning            |              | Kolsva, Västmanland |       | 59.530333, 15.944334 | 10229601470001 | Ladda upp en bild av detta fornminne |
| Kolsva 147:2                 | Stensättning            |              | Kolsva, Västmanland |       | 59.530316, 15.944020 | 10229601470002 | Ladda upp en bild av detta fornminne |
| Kolsva 147:3                 | Stensättning            |              | Kolsva, Västmanland |       | 59.530389, 15.943818 | 10229601470003 | Ladda upp en bild av detta fornminne |
| Kolsva 148:1                 | Stensättning            |              | Kolsva, Västmanland |       | 59.533768, 15.942097 | 10229601480001 | Ladda upp en bild av detta fornminne |
| Kolsva 148:2                 | Hällristning            |              | Kolsva, Västmanland |       | 59.533698, 15.941953 | 10229601480002 | Ladda upp en bild av detta fornminne |
| Kolsva 148:3                 | Hällristning            |              | Kolsva, Västmanland |       | 59.533698, 15.941953 | 10229601480003 | Ladda upp en bild av detta fornminne |
| Kolsva 148:4                 | Stensättning            |              | Kolsva, Västmanland |       | 59.533583, 15.941985 | 10229601480004 | Ladda upp en bild av detta fornminne |
| Kolsva 148:5                 | Stensättning            |              | Kolsva, Västmanland |       | 59.533489, 15.941869 | 10229601480005 | Ladda upp en bild av detta fornminne |
| Kolsva 149:1                 | Stensättning            |              | Kolsva, Västmanland |       | 59.533134, 15.943362 | 10229601490001 | Ladda upp en bild av detta fornminne |
| Kolsva 149:2                 | Stensättning            |              | Kolsva, Västmanland |       | 59.533291, 15.943008 | 10229601490002 | Ladda upp en bild av detta fornminne |
| Kolsva 150:1                 | Gravfält                |              | Kolsva, Västmanland |       | 59.536924, 15.902866 | 10229601500001 | Ladda upp en bild av detta fornminne |
| Kolsva 151:1                 | Hällristning            |              | Kolsva, Västmanland |       | 59.531831, 15.877263 | 10229601510001 | Ladda upp en bild av detta fornminne |
| Kolsva 152:1                 | Gravfält                |              | Kolsva, Västmanland |       | 59.533537, 15.877759 | 10229601520001 | Ladda upp en bild av detta fornminne |
| Kolsva 152:3                 | Hällristning            |              | Kolsva, Västmanland |       | 59.533191, 15.877842 | 10229601520003 | Ladda upp en bild av detta fornminne |
| Kolsva 153:1                 | Gravfält                |              | Kolsva, Västmanland |       | 59.533380, 15.875830 | 10229601530001 | Ladda upp en bild av detta fornminne |
| Kolsva 154:1                 | Röse                    |              | Kolsva, Västmanland |       | 59.531696, 15.873455 | 10229601540001 | Ladda upp en bild av detta fornminne |
| Kolsva 155:1                 | Gravfält                |              | Kolsva, Västmanland |       | 59.535456, 15.878066 | 10229601550001 | Ladda upp en bild av detta fornminne |
| Kolsva 156:1                 | Röse                    |              | Kolsva, Västmanland |       | 59.530760, 15.873888 | 10229601560001 | Ladda upp en bild av detta fornminne |
| Bollströ borg (Kolsva 157:1) | Fornborg                |              | Kolsva, Västmanland |       | 59.533338, 15.850788 | 10229601570001 | Ladda upp en bild av detta fornminne |
| Kolsva 158:1                 | Hög                     |              | Kolsva, Västmanland |       | 59.588992, 15.840594 | 10229601580001 | Ladda upp en bild av detta fornminne |
| Kolsva 159:1                 | Hög                     |              | Kolsva, Västmanland |       | 59.588150, 15.841839 | 10229601590001 | Ladda upp en bild av detta fornminne |
| Kolsva 160:1                 | Stensättning            |              | Kolsva, Västmanland |       | 59.586967, 15.842358 | 10229601600001 | Ladda upp en bild av detta fornminne |
| Kolsva 160:2                 | Stensättning            |              | Kolsva, Västmanland |       | 59.586914, 15.842581 | 10229601600002 | Ladda upp en bild av detta fornminne |
| Kolsva 161:1                 | Stensättning            |              | Kolsva, Västmanland |       | 59.586143, 15.842028 | 10229601610001 | Ladda upp en bild av detta fornminne |
| Kolsva 165:1                 | Minnesmärke             |              | Kolsva, Västmanland |       | 59.620896, 15.772948 | 10229601650001 | Ladda upp en bild av detta fornminne |
| Kolsva 166:1                 | Stensättning            |              | Kolsva, Västmanland |       | 59.627189, 15.793441 | 10229601660001 | Ladda upp en bild av detta fornminne |
| Kolsva 166:2                 | Stensättning            |              | Kolsva, Västmanland |       | 59.627050, 15.793282 | 10229601660002 | Ladda upp en bild av detta fornminne |
| Kolsva 167:1                 | Hög                     |              | Kolsva, Västmanland |       | 59.633153, 15.785627 | 10229601670001 | Ladda upp en bild av detta fornminne |
| Kolsva 167:2                 | Hög                     |              | Kolsva, Västmanland |       | 59.633209, 15.785889 | 10229601670002 | Ladda upp en bild av detta fornminne |
| Kolsva 173:1                 | Gravfält                |              | Kolsva, Västmanland |       | 59.556380, 15.768897 | 10229601730001 | Ladda upp en bild av detta fornminne |
| Kolsva 175:1                 | Gravfält                |              | Kolsva, Västmanland |       | 59.519111, 15.876125 | 10229601750001 | Ladda upp en bild av detta fornminne |
| Kolsva 176:1                 | Fornborg                |              | Kolsva, Västmanland |       | 59.533241, 15.855787 | 10229601760001 | Ladda upp en bild av detta fornminne |
| Kolsva 186:1                 | Stensättning            |              | Kolsva, Västmanland |       | 59.547511, 15.952985 | 10229601860001 | Ladda upp en bild av detta fornminne |
| Kolsva 187:1                 | Hällristning            |              | Kolsva, Västmanland |       | 59.547929, 15.946456 | 10229601870001 | Ladda upp en bild av detta fornminne |
| Kolsva 187:2                 | Hällristning            |              | Kolsva, Västmanland |       | 59.548095, 15.946625 | 10229601870002 | Ladda upp en bild av detta fornminne |
| Kolsva 188:1                 | Grav- och boplatsområde |              | Kolsva, Västmanland |       | 59.541492, 15.912780 | 10229601880001 | Ladda upp en bild av detta fornminne |
| Kolsva 189:1                 | Stensättning            |              | Kolsva, Västmanland |       | 59.539176, 15.921379 | 10229601890001 | Ladda upp en bild av detta fornminne |
| Kolsva 189:2                 | Stensättning            |              | Kolsva, Västmanland |       | 59.538950, 15.921639 | 10229601890002 | Ladda upp en bild av detta fornminne |
| Kolsva 189:3                 | Stensättning            |              | Kolsva, Västmanland |       | 59.538850, 15.921756 | 10229601890003 | Ladda upp en bild av detta fornminne |
| Kolsva 191:2                 | Hällristning            |              | Kolsva, Västmanland |       | 59.546354, 15.946708 | 10229601910002 | Ladda upp en bild av detta fornminne |
| Kolsva 191:3                 | Hällristning            |              | Kolsva, Västmanland |       | 59.546354, 15.946708 | 10229601910003 | Ladda upp en bild av detta fornminne |
| Kolsva 191:4                 | Hällristning            |              | Kolsva, Västmanland |       | 59.546263, 15.946708 | 10229601910004 | Ladda upp en bild av detta fornminne |
| Kolsva 191:5                 | Hällristning            |              | Kolsva, Västmanland |       | 59.546295, 15.946842 | 10229601910005 | Ladda upp en bild av detta fornminne |
| Kolsva 191:6                 | Hällristning            |              | Kolsva, Västmanland |       | 59.545965, 15.947003 | 10229601910006 | Ladda upp en bild av detta fornminne |
| Kolsva 191:7                 | Hällristning            |              | Kolsva, Västmanland |       | 59.545775, 15.947372 | 10229601910007 | Ladda upp en bild av detta fornminne |
| Kolsva 192:1                 | Gravfält                |              | Kolsva, Västmanland |       | 59.539445, 15.919632 | 10229601920001 | Ladda upp en bild av detta fornminne |
| Kolsva 193:1                 | Stensättning            |              | Kolsva, Västmanland |       | 59.538122, 15.920224 | 10229601930001 | Ladda upp en bild av detta fornminne |
| Kolsva 193:2                 | Stensättning            |              | Kolsva, Västmanland |       | 59.538165, 15.920516 | 10229601930002 | Ladda upp en bild av detta fornminne |
| Kolsva 193:3                 | Stensättning            |              | Kolsva, Västmanland |       | 59.538273, 15.920367 | 10229601930003 | Ladda upp en bild av detta fornminne |
| Kolsva 200:1                 | Stensättning            |              | Kolsva, Västmanland |       | 59.555596, 15.920953 | 10229602000001 | Ladda upp en bild av detta fornminne |
| Kolsva 207:1                 | Hällristning            |              | Kolsva, Västmanland |       | 59.554673, 15.906178 | 10229602070001 | Ladda upp en bild av detta fornminne |
| Kolsva 207:2                 | Hällristning            |              | Kolsva, Västmanland |       | 59.554943, 15.906405 | 10229602070002 | Ladda upp en bild av detta fornminne |
| Kolsva 207:3                 | Hällristning            |              | Kolsva, Västmanland |       | 59.554853, 15.906383 | 10229602070003 | Ladda upp en bild av detta fornminne |
| Kolsva 208:1                 | Hällristning            |              | Kolsva, Västmanland |       | 59.554913, 15.904460 | 10229602080001 | Ladda upp en bild av detta fornminne |
| Kolsva 209:1                 | Hällristning            |              | Kolsva, Västmanland |       | 59.533047, 15.902109 | 10229602090001 | Ladda upp en bild av detta fornminne |
| Kolsva 210:1                 | Hällristning            |              | Kolsva, Västmanland |       | 59.531114, 15.882705 | 10229602100001 | Ladda upp en bild av detta fornminne |
| Kolsva 211:1                 | Hällristning            |              | Kolsva, Västmanland |       | 59.532016, 15.879106 | 10229602110001 | Ladda upp en bild av detta fornminne |
| Kolsva 212:1                 | Hällristning            |              | Kolsva, Västmanland |       | 59.558892, 15.886952 | 10229602120001 | Ladda upp en bild av detta fornminne |
| Kolsva 212:2                 | Hällristning            |              | Kolsva, Västmanland |       | 59.558796, 15.887109 | 10229602120002 | Ladda upp en bild av detta fornminne |
| Kolsva 213:1                 | Hällristning            |              | Kolsva, Västmanland |       | 59.513617, 15.909870 | 10229602130001 | Ladda upp en bild av detta fornminne |
| Kolsva 214:1                 | Hällristning            |              | Kolsva, Västmanland |       | 59.513863, 15.909038 | 10229602140001 | Ladda upp en bild av detta fornminne |
| Kolsva 215:1                 | Hällristning            |              | Kolsva, Västmanland |       | 59.545023, 15.945457 | 10229602150001 | Ladda upp en bild av detta fornminne |
| Kolsva 215:2                 | Hällristning            |              | Kolsva, Västmanland |       | 59.545089, 15.945513 | 10229602150002 | Ladda upp en bild av detta fornminne |
| Kolsva 216:1                 | Hällristning            |              | Kolsva, Västmanland |       | 59.546245, 15.941430 | 10229602160001 | Ladda upp en bild av detta fornminne |
| Kolsva 216:2                 | Hällristning            |              | Kolsva, Västmanland |       | 59.546329, 15.941298 | 10229602160002 | Ladda upp en bild av detta fornminne |
| Kolsva 216:3                 | Hällristning            |              | Kolsva, Västmanland |       | 59.546303, 15.941150 | 10229602160003 | Ladda upp en bild av detta fornminne |
| Kolsva 216:4                 | Hällristning            |              | Kolsva, Västmanland |       | 59.546378, 15.941064 | 10229602160004 | Ladda upp en bild av detta fornminne |
| Kolsva 216:5                 | Hällristning            |              | Kolsva, Västmanland |       | 59.546318, 15.940934 | 10229602160005 | Ladda upp en bild av detta fornminne |
| Kolsva 216:6                 | Hällristning            |              | Kolsva, Västmanland |       | 59.546350, 15.940834 | 10229602160006 | Ladda upp en bild av detta fornminne |
| Kolsva 216:7                 | Hällristning            |              | Kolsva, Västmanland |       | 59.546417, 15.940830 | 10229602160007 | Ladda upp en bild av detta fornminne |
| Kolsva 217:1                 | Hällristning            |              | Kolsva, Västmanland |       | 59.547761, 15.939364 | 10229602170001 | Ladda upp en bild av detta fornminne |
| Kolsva 218:1                 | Hällristning            |              | Kolsva, Västmanland |       | 59.548268, 15.951698 | 10229602180001 | Ladda upp en bild av detta fornminne |
| Kolsva 219:1                 | Hällristning            |              | Kolsva, Västmanland |       | 59.548486, 15.952644 | 10229602190001 | Ladda upp en bild av detta fornminne |
| Kolsva 219:2                 | Hällristning            |              | Kolsva, Västmanland |       | 59.548572, 15.953047 | 10229602190002 | Ladda upp en bild av detta fornminne |
| Kolsva 230:1                 | Stensättning            |              | Kolsva, Västmanland |       | 59.672050, 15.753906 | 10229602300001 | Ladda upp en bild av detta fornminne |